# Монтекастело (Алесандрија)
Монтекастело (итал. Montecastello) је насеље у Италији у округу Алесандрија, региону Пијемонт.
Према процени из 2011. у насељу је живело 264 становника. Насеље се налази на надморској висини од 137 м.

## Становништво
| 1931. | 1936. | 1951. | 1961. | 1971. | 1981. | 1991. | 2001. | 2011. |
| ----- | ----- | ----- | ----- | ----- | ----- | ----- | ----- | ----- |
| 758   | 751   | 604   | 597   | 452   | 393   | 353   | 340   | 324   |